# Bad Lauterberg im Harz
Bad Lauterberg im Harz è una città termale di 10 290 abitanti, della Bassa Sassonia, in Germania.
È situata ad una quota di ca. 280 metri nella parte meridionale delle alture dell'Harz, circa 20 km a sudovest di Braunlage.